# Mitteldeutscher BC Weissenfels
Mitteldeutscher BC je košarkaški klub iz njemačkog grada Weissenfelsa.

## Nazivi kluba
- SSV Einheit
- Mitteldeutscher BC

## Uspjesi
FIBA Eurokup Challenge
- Pobjednik: 2004.